# Soyécourt
Soyécourt is een gemeente in het Franse departement Somme (regio Hauts-de-France) en telt 204 inwoners (1999). De plaats maakt deel uit van het arrondissement Péronne.

## Geografie
De oppervlakte van Soyécourt bedraagt 5,1 km², de bevolkingsdichtheid is 40,0 inwoners per km².
De onderstaande kaart toont de ligging van Soyécourt met de belangrijkste infrastructuur en aangrenzende gemeenten.

## Demografie
Onderstaande figuur toont het verloop van het inwonertal (bron: INSEE-tellingen).